# العلاقات الجنوب سودانية اللاتفية
العلاقات الجنوب سودانية اللاتفية هي العلاقات الثنائية التي تجمع بين جنوب السودان ولاتفيا.

## مقارنة بين البلدين
هذه مقارنة عامة ومرجعية للدولتين:
| وجه المقارنة                                              | جنوب السودان                  | لاتفيا                                             |
| --------------------------------------------------------- | ----------------------------- | -------------------------------------------------- |
| المساحة (كم2)                                             | 619.75 ألف                    | 64.59 ألف                                          |
| عدد السكان (نسمة)                                         | 12.58 مليون                   | 1.93 مليون                                         |
| الكثافة السكانية (ن./كم²)                                 | 20.3                          | 29.88                                              |
| العاصمة                                                   | جوبا                          | ريغا                                               |
| اللغة الرسمية                                             | لغة إنجليزية                  | اللغة اللاتفية                                     |
| العملة                                                    | جنيه جنوب سوداني، جنيه سوداني | يورو، لاتس لاتفي، الروبل اللاتفي ‏، الروبل اللاتفي ‏ |
| الناتج المحلي الإجمالي (بليون دولار)                      | 2.90 مليار                    | 30.26 مليار                                        |
| الناتج المحلي الإجمالي (تعادل القوة الشرائية) بليون دولار | 22.88 مليار                   | 49.24 مليار                                        |
| الناتج المحلي الإجمالي الاسمي للفرد دولار أمريكي          | 73                            | 14.06 ألف                                          |
| الناتج المحلي الإجمالي للفرد دولار أمريكي                 | 2.02 ألف                      | 23.55 ألف                                          |
| مؤشر التنمية البشرية                                      | 0.467                         | 0.819                                              |
| رمز المكالمات الدولي                                      | +211                          | +371                                               |
| رمز الإنترنت                                              | .ss                           | .lv                                                |
| المنطقة الزمنية                                           | ت ع م+03:00                   | ت ع م+02:00، ت ع م+03:00، أوروبا/ريغا ‏             |

## منظمات دولية مشتركة
يشترك البلدان في عضوية مجموعة من المنظمات الدولية، منها:
| علم المنظمة | اسم المنظمة                               | تاريخ انضمام جنوب السودان | تاريخ انضمام لاتفيا |
| ----------- | ----------------------------------------- | ------------------------- | ------------------- |
|             | مؤسسة التنمية الدولية                     | 18 أبريل 2012             | 11 أغسطس 1992       |
|             | يونسكو                                    | 27 أكتوبر 2011            | 9 يوليو 1951        |
|             | وكالة ضمان الاستثمار متعدد الأطراف        | 18 أبريل 2012             | 21 أغسطس 1998       |
|             | الأمم المتحدة                             | 14 يوليو 2011             | 17 سبتمبر 1991      |
|             | الاتحاد البريدي العالمي                   | ?                         | ?                   |
|             | البنك الدولي للإنشاء والتعمير             | 18 أبريل 2012             | 11 أغسطس 1992       |
|             | الاتحاد الدولي للاتصالات                  | 3 أكتوبر 2011             | 11 ديسمبر 1921      |
|             | مؤسسة التمويل الدولية                     | 18 أبريل 2012             | 29 سبتمبر 1993      |
|             | المركز الدولي لتسوية المنازعات الاستشارية | 18 مايو 2012              | 7 سبتمبر 1997       |
|             | منظمة الشرطة الجنائية الدولية             | ?                         | ?                   |

## وصلات خارجية
- موقع وزارة الخارجية الجنوب سودانية
- موقع وزارة الخارجية اللاتفية